# Med gift i blodet
Med gift i blodet är en roman av Val McDermid, utgiven i Storbritannien år 2007. Engelska originalets titel är Beneath the Bleeding. Nille Lindgren översatte romanen till svenska 2008. Romanen är den femte i serien om psykologen Tony Hill och kriminalinspektören Carol Jordan.

## Handling
Dr Tony Hill hamnar på sjukhus sedan en patient på hans mentalsjukhus attackerat honom med brandyxa. Carol Jordans team, där Chris Devine ersatt den döde Don Merrick, utreder vad som förefaller vara ett giftmord på en av stadens och även Englands mer kända fotbollsspelare. En kort tid efteråt exploderar en bomb på den döde spelarens hemmaarena och mycket pekar på en islamistisk terrorgrupp. Samtidigt följer emellertid nya giftmord och även kollegor till Carol Jordan drabbas. Från sjukbädden måste Tony Hill, med sitt okonventionella tänkande, tampas med en synnerligen originell mördare innan denne hunnit beta av sin dödslista.